# Miss Costa Rica 2020
Miss Costa Rica 2020 fue la 65.ª edición del Certamen Nacional de Belleza de Costa Rica, el cual se llevó a cabo el Miércoles 18 de noviembre del presente año en el Estudio Marco Picado en las instalaciones de canal 7 (San José, Costa Rica). La noche de coronación fue transmitida, por teletica. En dicha gala final Paola Chacón, Miss Costa Rica 2019, representante de San José, coronó a Ivonne Cerdas Cascante también de San José como su sucesora, la cual tendrá el derecho de representar a Costa Rica en el Miss Universo 2020. La edición de 2020, contó con 10 candidatas, luego de la renuncia de dos de las semifinalistas, además, tuvo una temática hippie con razón de los 60 años de teletica.

## Historia y Antecedentes
Luego de la edición 64, en la que Paola Chacón, resultó ganadora, la situación de la ganadora se vio empañada por la difusión de mensajes por WhatsApp; en las que se expresaba de manera despectiva sobre sus compañeras del Concurso Nacional de Belleza, dicha situación generó el malestar de muchos y muchas costarricenses, quienes fueron enfáticos en no estar de acuerdo con que representara al país en el certamen internacional, aduciendo que las mujeres costarricenses no se comportarían de tal manera, no obstante, la electa ganadora, luego de un tiempo de silencio, aceptó que era la autora de los audios en cuestión y salió antes los medios a proporcionar disculpas a sus compañeras. Por otra parte la candidata no logró ingresar en el grupo de finalistas del Miss Universo 2019 que se llevó en Atlanta, en diciembre de 2019. Para la edición 65, el certamen contará con una temática "hippie" en razón de los 60 años de Teletica.

## Proceso de Selección
El 1 de febrero de 2020, se dio a conocer la apertura de formularios para las candidatas que cumplieran el perfil que la organización solicita, los formularios fueron colocados en la página oficial de la Organización Miss Costa, las candidatas que logren salir de este proceso, pasarán a la etapa de la Competencia Preliminar, cabe destacar que para la edición de 2020, se reactivo el requisito que establece que las candidatas no pueden haber participado en la edición anterior a la que se presentan como candidatas, aunque si pueden participar nuevamente.

## Competencia Preliminar
La competencia preliminar se llevó a cabo el 3 de marzo de 2020 a las 14 horas (UTC-6), fue transmitido en vivo por la página oficial de Facebook de la organización, en ella un aproximado de 33 candidatas se presentaron para competir por los 10 lugares finales rumbo a la corona de Miss Costa Rica 2020.

### Jueces de la preliminar
- Gabriela Alfaro: Directora del concurso Miss Costa Rica.
- Paola Chacón: Miss Costa Rica 2019
- George Bakkar: Diseñador
- Mario Montero: Encargado de Imagen
- Otros Patrocinadores.

## Elección Final
La dinámica de elección será las 10 candidatas compitiendo por la corona, en diferentes secciones tales como Traje de Baño, Traje de Noche y Sección de Personalidad, Los presentadores serán Paola Chacón Fuentes (Miss Costa Rica 2019), Walter Campos y Marilin Gamboa (Presentadores de 7 estrellas). Los jurados serán María Teresa Rodríguez (Miss Costa Rica 2008), Henry Bastos Wood (Estilista y maquillista Internacional) , Edwin Ramírez (Diseñador Nacional) y Haury Cerdas (Músico y Cantautor). La final será el miércoles 18 de noviembre, en el Estudio Marco Picado.

## Cuadro Final
| Miss Costa Rica 2020 | San José - Ivonne Cerdas Cascante      |
| 1a Finalista         | Heredia - Valeria Rees Loría           |
| 2a Finalista         | Puntarenas - Jennifer Barrantes Flores |

## Candidatas[8]
En un inicio el certamen contemplaba la participación de 12 concursantes, no obstante, Treicy Herrera y Adriana Moya decidieron renunciar a la competencia, si bien, se manejan rumores de sus salidas debido a favoritismos, ambas candidatas adujeron problemas personales que no les permitían seguir con el concurso.
| Representación | Candidata                  | Edad | Estatura (m)    | Profesión                               |
| -------------- | -------------------------- | ---- | --------------- | --------------------------------------- |
| Limón          | Jelanie Denagie Lindo Upha | 27   | 1,70 m (5′ 7″)  | Periodista                              |
| Alajuela       | Priscilla Badilla Chaves   | 27   | 1,70 m (5′ 7″)  | Abogada                                 |
| Puntarenas     | Sharon Gómez Recio         | 27   | 1,75 m (5′ 9″)  | Médico                                  |
| Puntarenas     | Jennifer Barrantes Flores  | 26   | 1,72 m (5′ 8″)  | Educadora                               |
| San José       | Ariana Hernández López     | 27   | 1,70 m (5′ 7″)  | Finanzas                                |
| Heredia        | Fernanda Sánchez Rodríguez | 26   | 1,69 m (5′ 7″)  | Diseñadora Gráfica                      |
| Heredia        | Valeria Rees Loría         | 26   | 1,78 m (5′ 10″) | Derecho                                 |
| San José       | Ivonne Cerdas Cascante     | 27   | 1,80 m (5′ 11″) | Ingeniera en Sistemas                   |
| Guanacaste     | Glennys Medina Segura      | 25   | 1,68 m (5′ 6″)  | Diplomacia y Relaciones Internacionales |
| San José       | Melissa Méndez Quirós      | 27   | 1,72 m (5′ 8″)  | Defensora Pública                       |

## Datos acerca de las candidatas

### Datos Regionales
- San José: Esta provincia logra por tercera ocasión consecutiva que una de sus representantes gane la corona.
- Alajuela: No logra entrar a un cuadro de finalistas por cuarto año consecutivo, en esa última ocasión logró la corona.
- Guanacaste: Entró por última vez a un cuadro de finalistas en el 2019.
- Puntarenas: Su última participación fue en el 2018, donde su representante también se colocó en un cuadro de semifinalistas.
- Heredia: La última clasificación fue en 2017, cuando Elena Correa, fue designada como ganadora.
- Limón: Su última clasificación fue en la edición del 2015.
- Cartago: Su última participación fue en la edición del 2018.

## Estadísticas
En el siguiente cuadro se muestra la distribución de las coronas ganadas por región:
| Representación      | Coronas Ganadas | Última Corona Ganada |
| ------------------- | --------------- | -------------------- |
| Señorita San José   | 31 Coronas      | 2020                 |
| Señorita Heredia    | 11 Coronas      | 2021                 |
| Señorita Alajuela   | 9 Coronas       | 2022                 |
| Señorita Guanacaste | 6 Coronas       | 2013                 |
| Señorita Cartago    | 5 Coronas       | 2010                 |
| Señorita Limón      | 4 Coronas       | 2015                 |
| Señorita Puntarenas | 2 Coronas       | 1985                 |